# Vyhne
Vyhne (in ungherese Vihnyepeszerény, in tedesco Eisenbach) è un comune della Slovacchia facente parte del distretto di Žiar nad Hronom, nella regione di Banská Bystrica.
Il villaggio di Vyhne è noto per le sue terme sfruttate fin dal 1427. Tuttavia, solamente dopo la Seconda guerra mondiale, le terme di Vyhne hanno conosciuto un boom turistico.

## Storia
Citato per la prima volta nel 1326, come insediamento di minatori e possedimento dei signori di Šášov, nel 1356 passò ai Dóczy e poi agli Zobanyi. Successivamente appartenne alla città di Banská Štiavnica. All'epoca i suoi abitanti erano rinomati fabbri ed artigiani.

## Curiosità
A Vyhne, nel Medioevo, si insediarono anche i Cavalieri Templari che vi produssero una bevanda alcoolica chiamata "birra di Vyhne".